# Supercopa Brasileira de Voleibol de 2021
A Supercopa Brasileira de Voleibol de 2021 é sétima edição desta competição organizada pela Confederação Brasileira de Voleibol. Participaram do torneio duas equipes em ambas variantes, os campeões da Superliga e da Copa Brasil, devido ao encerramento da Superliga qualificaram-se os primeiros colocados.

## Sistema de disputa
O Campeonato foi disputado em um jogo único, cujas partidas realizadas no Arena Multiuso Brusque em Brusque, este na variante feminina  e  o naipe masculino no Ginásio Júlio Domingos de Campos em Várzea Grande

## Equipes participantes
Equipes que disputaram a Supercopa de Voleibol de 2021 foram:

### Masculino
| Equipe            | Cidade   | Qualificação                                                              | Última participação |
| ----------------- | -------- | ------------------------------------------------------------------------- | ------------------- |
| FUNVIC Natal      | Natal    | Primeiro colocado da Superliga 2020–21 e Vice-campeão da Copa Brasil 2021 | 2020 (Campeão)      |
| ASE Sada Cruzeiro | Contagem | Campeão da Copa Brasil 2021                                               | 2020 (Vice-campeão) |

### Feminino
| Equipe      | Cidade         | Qualificação                                                             | Última participação |
| ----------- | -------------- | ------------------------------------------------------------------------ | ------------------- |
| Minas       | Belo Horizonte | Campeão da Superliga 2020–21 e Campeão da Copa Brasil 2021               | 2019 (Vice-campeão) |
| Praia Clube | Uberlândia     | Segundo colocado da Superliga 2020–21 e Vice-campeão da Copa Brasil 2021 | 2020 (Campeão)      |

## Resultados

### Masculino
| 26 de outubro de 2021 21:30 Relatório | ASE Sada Cruzeiro | 3 — 0             | FUNVIC Natal | Ginásio Júlio Domingos de Campos, Várzea Grande |
| 26 de outubro de 2021 21:30 Relatório | 25                | Set 1 Set 2 Set 3 | 22 15 22     | Ginásio Júlio Domingos de Campos, Várzea Grande |

### Feminino
| 18 de outubro de 2021 21:30 Relatório | Praia Clube | 3 — 0             | Minas    | Arena Multiuso Brusque, Brusque |
| 18 de outubro de 2021 21:30 Relatório | 25          | Set 1 Set 2 Set 3 | 16 18 20 | Arena Multiuso Brusque, Brusque |

## Premiações
| Supercopa Masculina de 2021           |
| Minas Gerais                          |
| ------------------------------------- |
| ASE Sada Cruzeiro Campeão (4º título) |

| Supercopa Feminina de 2021      |
| Minas Gerais                    |
| ------------------------------- |
| Praia Clube Campeão (4º título) |